# Bryobium hyacinthoides
Bryobium hyacinthoides es una especie de orquídea epifita. En el pasado se consideraba sinónimo del género Eria, pero actualmente ha pasado a ser un nombre aceptado.

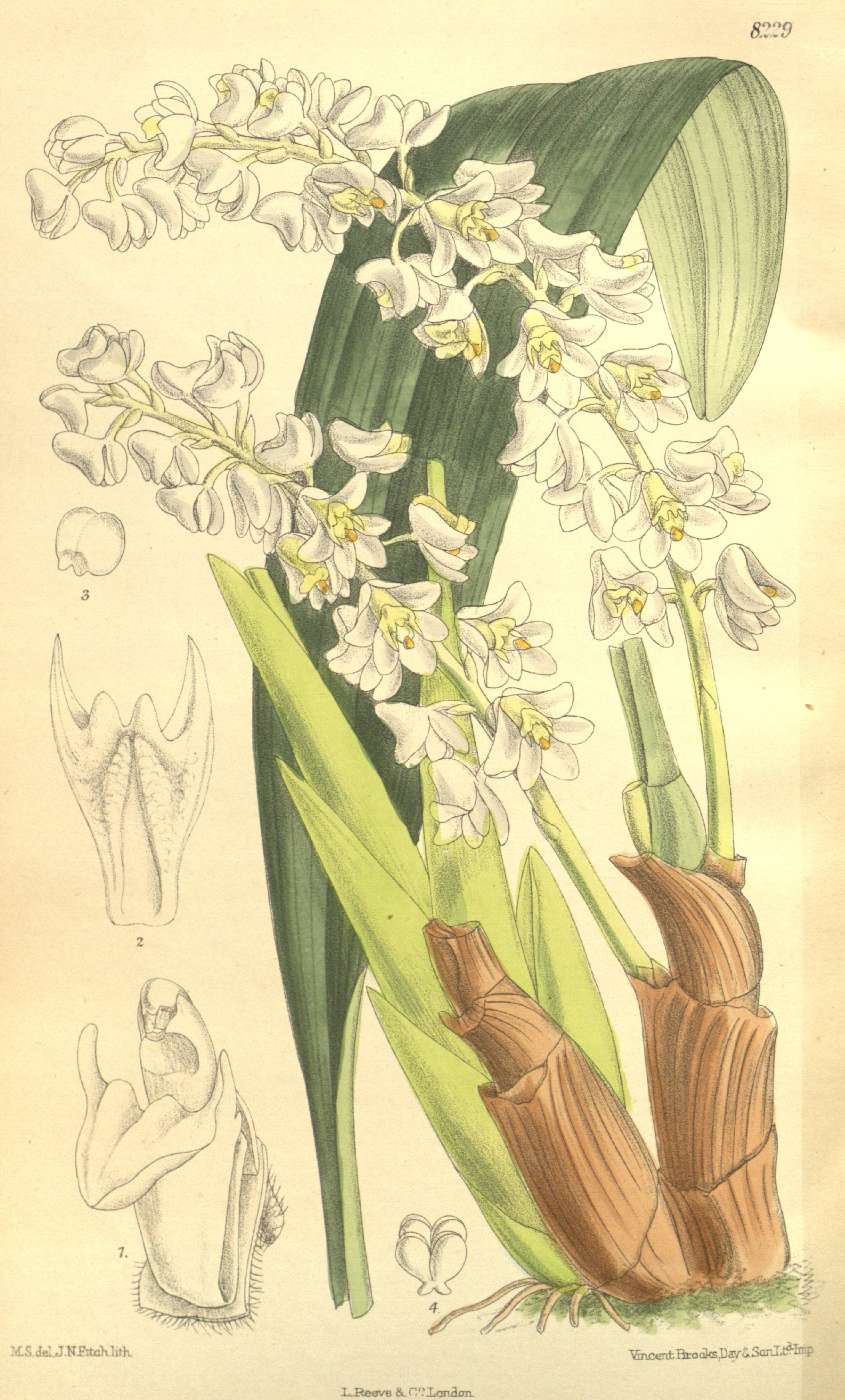
Ilustración

## Descripción
Es una orquídea de  pequeño tamaño, que prefiere el clima cálido, con hábitos epífitas  o litofita con grupos de pseudobulbos, oblongos, basales enfundados que llevan hojas estrechas lanceoladas, pecioladas que se realizan en parejas hacia el ápice. Florece en la primavera en una inflorescencia, erguida, de 25 cm, con 20 a 40 flores, inflorescencia racemosa con muchas fragantes flores de olor poco agradable.

## Distribución y hábitat
Se encuentra en la península de Malasia, Sumatra y Java, a elevaciones de 500-1700 metros. 

## Taxonomía
Bryobium hyacinthoides fue descrita por (Blume) Y.P.Ng & P.J.Cribb y publicado en Orchid Review 113: 272. 2005.
Sinonimia
- Dendrolirium ebulbe Blume
- Dendrolirium hyacinthoides Blume	basónimo
- Eria ebulbis (Blume) Lindl.
- Eria endymion Ridl.
- Eria hyacinthoides (Blume) Lindl.
- Pinalia ebulbis (Blume) Kuntze
- Pinalia hyacinthodes (Blume) Kuntze	[4][5]